# José Manuel Lorca Planes

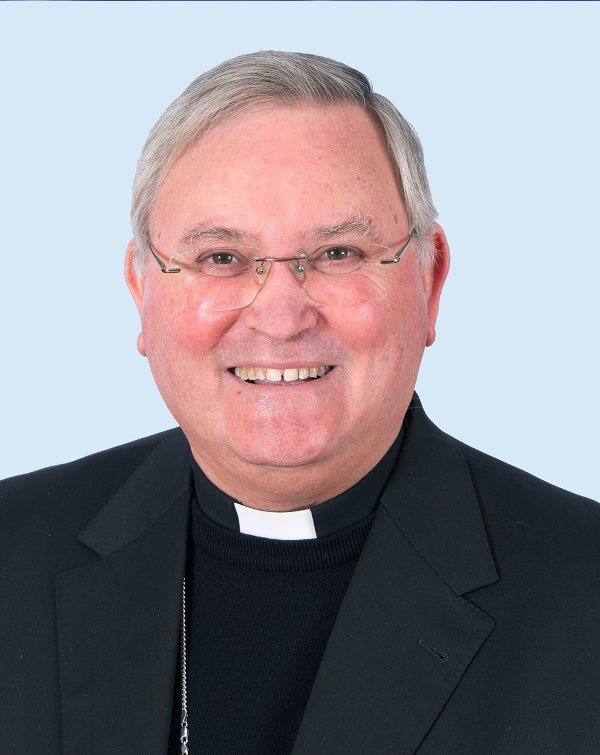
Bischof José Manuel Lorca Planes

Bischofswappen

José Manuel Lorca Planes (* 18. Oktober 1949 in Espinardo, Spanien) ist ein spanischer Geistlicher und römisch-katholischer Bischof von Cartagena.

## Leben
José Manuel Lorca Planes empfing am 29. Juni 1975 das Sakrament der Priesterweihe. 
Am 15. Januar 2004 ernannte ihn Papst Johannes Paul II. zum Bischof von Teruel y Albarracín. Der Apostolische Nuntius in Spanien, Erzbischof Manuel Monteiro de Castro, spendete ihm am 6. März desselben Jahres die Bischofsweihe; Mitkonsekratoren waren der Erzbischof von Madrid, Antonio María Kardinal Rouco Varela, und der Erzbischof von Saragossa, Elías Yanes Álvarez. Am 18. Juli 2009 ernannte ihn Papst Benedikt XVI. zum Bischof von Cartagena.